# 翟惠民
翟惠民（1966年5月21日—），中国大陆男歌手，中国吉林长春人。翟惠民自幼接受民乐熏陶，六岁就能吹竹笛，十几岁能拉二胡，后又从师二胡演奏家李得武，1987年通过吉林省歌舞剧院陈福利老师介绍到长影录音棚试音，试唱歌曲《铁窗泪》，不俗的唱功震撼了当场众人，音乐编辑张莉当即拍板，“囚歌” 《悔恨的泪》专辑由翟惠民演唱（这是中国第一本“囚歌”专辑）。

## 音樂作品

### 专辑
专辑《悔恨的泪》

《铁窗泪》（与张秀艳合作）

《狱中望月》

《钞票》
 
《大铺歌》（张秀艳唱）

《啤酒雪茄顶呱呱》

《愁啊愁·苦水变美酒》（与张秀艳合作）
  
《十不该》
  
《收容回忆》
 
《失足恨》
 
《星期天》

《狱中十二月》

注：

长春电影制片厂声像公司录制发行·长白山音像公司出版社出版

专辑《悔恨的泪·续集》

《小生命》
  
《别故乡》
  
《北郊》

《蚂蚱》
  
《姑娘抛弃了我》
  
《宋老三》
  
《痛苦的呼喊》

《四季流浪》
  
《风雪荒原路》
  
《光棍乐》
  
《长春啊我的故乡》